# بنوتزو گوتزولی
بنوتزو گوتزولی (انگلیسی: Benozzo Gozzoli; ح. ۱۴۲۱ – ۱۴۹۷) یک نقاش ایتالیایی اهل فلورانس بود.